# IC 4950
IC 4950 ist eine Balken-Spiralgalaxie vom Hubble-Typ SBbc im Sternbild Teleskop am Südsternhimmel. Sie ist schätzungsweise 191 Millionen Lichtjahre von der Milchstraße entfernt.
Das Objekt wurde am 3. Oktober 1901 vom US-amerikanischen Astronomen DeLisle Stewart entdeckt.